# Sirrija Hadžimejlić
Šejh Sirrija ef. Hadžimejlić (Radinovići pokraj Visokog, 1. veljače[nedostaje izvor] 1942. – Visoko, 31. ožujka 2021.), bosanskohercegovački je teolog bošnjačkog podrijetla, šejh nakšibendijskog tarikata, četvrti po redu šejh-ul-mešaih.

## Životopis
Sirrija Hadžimejlić je rođen 1. veljače[nedostaje izvor] 1942. godine, u Radinovićima pokraj Visokog, u Bosni Hercegovini. Sin je šejha Refika ef. Hadžimejlića, unuk šejha Hasana ef. Hadžimejlića i praunuk šejha Mejli-babe. Znanje iz islamskih znanosti usvojio je od svoga oca šejha Refika ef. Hadžimejlića. Godine 1972. diplomirao je u Damasku na Višoj šerijatskoj medresi Furkan. Nakon toga je 37 godina radio kao kao imam, hatib i muallim širom Bosne i Hercegovine. Za to vrijeme pomagao je u izgradnji nekoliko džamija i mekteba. Godine 1997. je otišao u mirovinu, a potom je u svom rodnom mjestu Radinovići sagradio tekiju, gdje je nastavio sa svojim vjersko-obrazovnim aktivnostima. Gradeći tekiju, ni od koga nije tražio sredstva, a bilo je ljudi koji su mu pomogli u građevinskom materijalu. Tekiju su posjetili reis-ul-uleme Mustafa ef. Cerić i Husein ef. Kavazović, a tijekom rata u njegovu kuću su navraćali brojni, među kojima i generali Mehmed Alagić i Rasim Delić. U tekiju je svojevremeno navratio i fra Marko Oršolić, poznati bosanski franjevac, teolog, publicist i politolog, osnivač je Međunarodnog interreligijskog i interkulturalnog centra koji promovira međureligijski dijalog. Fra Marko se vraćao s mlade mise nekom svećeniku u Kraljevoj Sutjesci i tako navratio u tekiju.
Sirrija Hadžimejlić je od svog šejha Sejjida Muhammeda Bedruddin Abidina dobio 1976. godine u Damasku hilafetnamu (ovlaštenje) za šejha nakšibendijskog tarikata. U Alepu mu je 1985. šejh Abdulhalik bin Abdulbasit ebu Nasri dodijelio i drugu hilafetnamu za nakšibendijski tarikat.
Šejh Sirrija ef. Hadžimejlić je bio šejh-ul-mešaih od 2009. do 2021. godine. Predstavljao je Tarikatski centar BiH na svim značajnim vjerskim manifestacijama u zemlji i inozemstvu. Zalagao se za ravnopravnu zastupljenost Tarikatskog centra BiH, u okviru svih nivoa Islamske zajednice u Bosni i Hercegovini.
Preminuo je u Visokom, 31. ožujka 2021. godine. Dženazu ispred Tekije u Radinovićima predvodio mu je reis-ul-ulema Husein ef. Kavazović.

## Vanjske poveznice
- šejh Sirrija Hadžimejlić  Arhivirana inačica izvorne stranice od 9. rujna 2019. (Wayback Machine)